# Android-x86

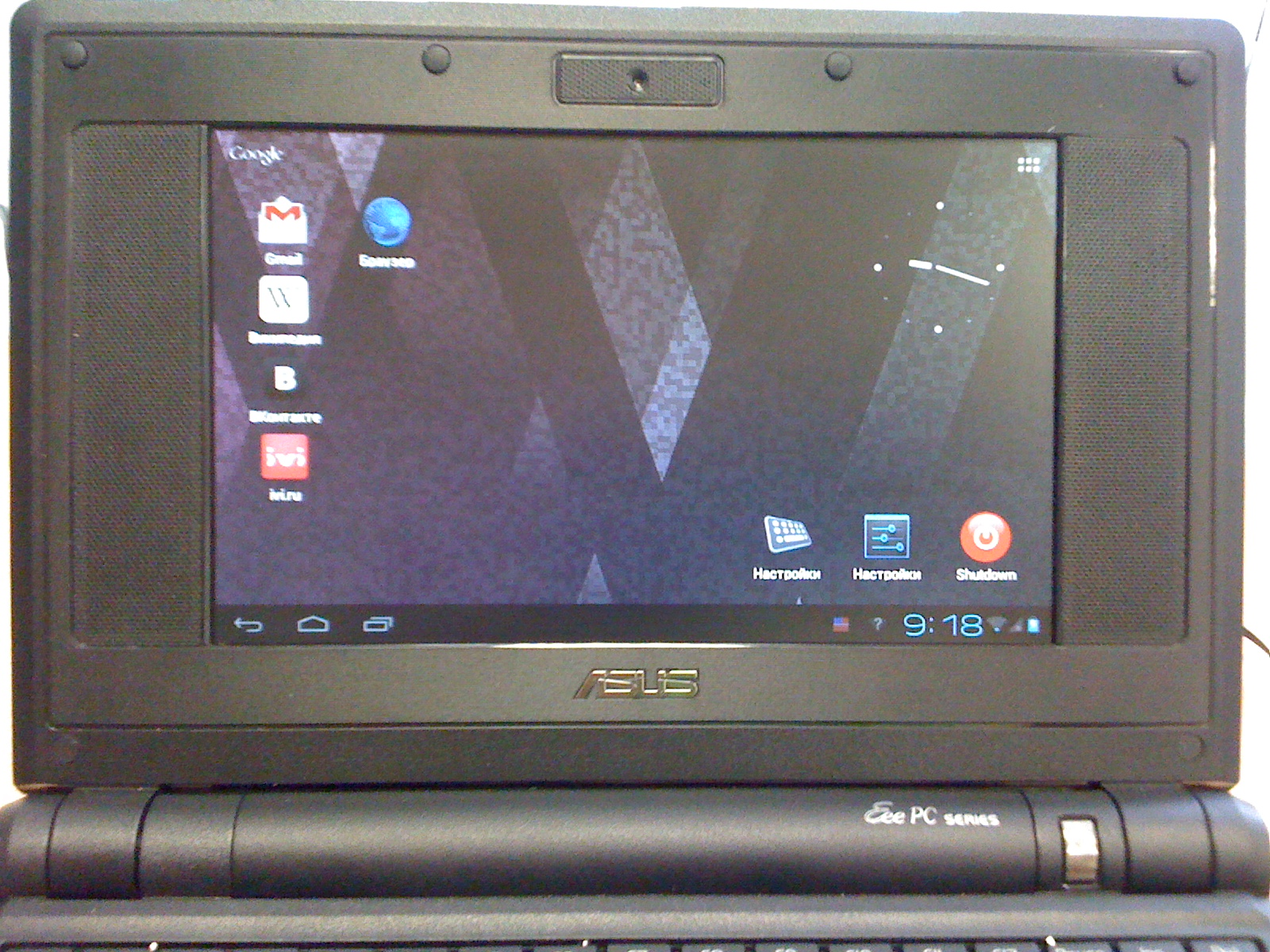
Android x86 (версія 4.0) на EeePC 701 4G

Android-x86 — це проект з відкритим кодом, який створює неофіційну версію мобільної операційної системи Android, розробленої Open Handset Alliance, для роботи на пристроях з процесорами x86, а не на RISC-чіпах ARM.     
Розробники Чі-Вей Хуан та І Сун започаткували проект у 2009 році. Проект розпочався як серія патчів до вихідного коду Android, щоб забезпечити роботу Android на різних нетбуках, планшетах та ультрамобільних ПК. Хуан є поточним менеджером проєкту. Серед активних розробників наразі Мауро Россі та Майкл Гоффіул.

## Огляд
ОС базується на проекті Android з відкритим вихідним кодом (AOSP), з деякими модифікаціями та вдосконаленнями. Деякі компоненти розроблені самим проектом, що дозволяє йому працювати на архітектурі ПК. Наприклад, деякі низькорівневі компоненти, такі як ядро та HAL, були замінені, щоб краще відповідати платформі. ОС дозволяє використовувати апаратне прискорення OpenGL ES через Mesa, якщо виявлено підтримувані графічні процесори, включаючи Intel GMA, AMD Radeon, чіпсети Nvidia ( Nouveau ), VMware (vmwgfx) та QEMU (virgl). Без підтримуваного графічного процесора ОС може працювати в неприскореному режимі, за допомогою програмного рендерингу. Починаючи з версії 7.1 програмний рендерер був реалізований через проект SwiftShader.
Як і звичайний дистрибутив Linux, проект випускає попередньо зібрані ISO-образи, які можуть працювати в режимі реального часу або встановлюватися на жорсткий диск цільової системи. Починаючи з версії 4.4-r2, проєкт також випускає efi_img, який можна використовувати для створення живого USB-накопичувача для завантаження з систем UEFI. Починаючи з випуску 4.4-r4 підтримка UEFI була включена в ISO-образи, а efi_img був позначений як застарілий.
Окрім AOSP, наступний неповний список компонентів розроблено з нуля, або отримано з інших проектів з відкритим кодом, для формування всієї кодової бази Android-x86:
- Kernel
- Installer
- drm_gralloc і gbm_gralloc
- Mesa
- SwiftShader
- Audio
- Camera
- GPS
- Lights
- Radio Interface Layer
- Sensors

До оновленої версії може бути додано все більше і більше компонентів.
| Версія | Версія Android             | Дата виходу | Статус                         |
| ------ | -------------------------- | ----------- | ------------------------------ |
| 0.9    | 1.5 (Cupcake)              | 2009-07-29  | Підтримка припинена            |
| 1.6    | 1.6 (Donut)                | 2009-11-20  | Підтримка припинена            |
| 2.2    | 2.1 (Eclair)               | 2010-06-30  | Підтримка припинена            |
| 3.2    | 3.0 (Honeycomb)            | 2011-08-28  | Підтримка припинена            |
| 4.0    | 4.0.3 (Ice Cream Sandwich) | 2012-01-01  | Підтримка припинена            |
| 4.2    | 4.2 (Jellybean)            | 2012-12-25  | Підтримка припинена            |
| 4.3    | 4.3 (Jellybean)            | 2013-07-25  | Підтримка припинена            |
| 4.4    | 4.4.2 (KitKat)             | 2014-08-08  | Підтримка припинена            |
| 5.1    | 5.1.1 (Lollipop)           | 2015-10-07  | Підтримка припинена            |
| 6.0    | 6.0.1 (Marshmallow)        | 2016-09-13  | Підтримка припинена            |
| 7.1    | 7.1.2 (Nougat)             | 2017-06-08  | Підтримується                  |
| 8.1    | 8.1.0 (Oreo)               | 2019-01-15  | Підтримується                  |
| 9.0    | 9.0.0 (Pie)                | 2020-02-27  | Підтримується                  |
| 10.0   | 10.0 (Q)                   | ?           | Сирцевий код (ведеться робота) |
| 11.0   | 11.0 (R)                   | ?           | Сирцевий код (ведеться робота) |

## Пов'язані проекти

### Bliss OS
ОС з відкритим вихідним кодом на базі Android-x86. Підтримується на Chromebook, ПК та планшетах.

### Проект Селадон
Споріднений проект Celadon (раніше Android-IA) був створений Intel і працюватиме на новіших пристроях UEFI. У проекті зазначається, що його метою є стимулювання підтримки Android та інновацій на архітектурі Intel, а також забезпечення майданчика для співпраці. Він повторно використав графічний модуль HAL-модуль drm_gralloc з Android-x86, для підтримки апаратного забезпечення Intel HD Graphics. Ще в Android-IA він надавав розділ FAQ, з більш детальною інформацією.

### Remix OS
Компанія Jide Technologies співпрацювала з Чі-Вей Хуаном, головним розробником Android-x86, над Remix OS, похідною від Android-x86, із закритим кодом, розробленою для використання на звичайних ПК. Перша бета-версія Remix OS була доступна 1 березня 2016 року. Проект було припинено 17 липня 2017 року.

### Android TV x86
Наприкінці 2020 року старший член XDA Developers створив Android TV x86 для забезпечення Android TV для ПК, який «має працювати одразу після встановлення, оскільки ПЗУ бере свій початок у проекті Android-x86».